# Jewsino (wieś w obwodzie nowosybirskim)
Jewsino (ros. Евсино) – wieś (dieriewnia) w Rosji, w obwodzie nowosybirskim, w rejonie iskitimskim. W 2010 liczyła 602 mieszkańców.